# Faulkner House Books
Faulkner House Books è una casa in miniatura al 624 Pirate's Alley, proprio dietro l'angolo dalla Cattedrale di San Luigi a New Orleans, è ora una biblioteca, dove funge anche da quartie generale della Pirate's Alley Faulkner Society.

## Storia
Fu l'alloggio di William Faulkner che, nel 1925, risiedeva a New Orleans, quando scrisse il suo primo romanzo, Soldiers 'Pay. Dopo essere stato direttamente influenzato da Sherwood Anderson, ha fatto il suo primo tentativo di scrivere romanzi. Anderson ha collaborato alla pubblicazione di Soldiers Pay and Mosquitoes, il secondo romanzo di Faulkner, ambientato proprio a New Orleans, raccomandandoli al suo editore.